# Sándor Bárdosi
Sándor István Bárdosi (Budapest, 29 de abril de 1977) es un deportista húngaro que compitió en lucha grecorromana y sumo.
Participó en los Juegos Olímpicos de Sídney 2000, obteniendo la medalla de plata en la categoría de 85 kg. Ganó una medalla de bronce en el Campeonato Mundial de Lucha de 2005 y una medalla de bronce en el Campeonato Europeo de Lucha de 2004.
Además, en sumo consiguió una medalla de oro en los Juegos Mundiales de 2009, en el peso ligero.

## Palmarés internacional
| Juegos Olímpicos   | Juegos Olímpicos   | Juegos Olímpicos  | Juegos Olímpicos |
| Año                | Lugar              | Medalla           | Categoría        |
| ------------------ | ------------------ | ----------------- | ---------------- |
| 2000               | Sídney (Australia) | Medalla de plata  | 85 kg            |
| Campeonato Mundial |                    |                   |                  |
| Año                | Lugar              | Medalla           | Categoría        |
| 2005               | Budapest (Hungría) | Medalla de bronce | 84 kg            |
| Campeonato Europeo |                    |                   |                  |
| Año                | Lugar              | Medalla           | Categoría        |
| 2004               | Haparanda (Suecia) | Medalla de bronce | 84 kg            |